# Parliamo delle mie donne
Parliamo delle mie donne (Salaud, on t'aime) è un film del 2014 prodotto e diretto da Claude Lelouch che ne firma anche la fotografia e, insieme a Valérie Perrin, la sceneggiatura. Girato in Alta Savoia, a Praz-sur-Arly, ha come interpreti principali Johnny Hallyday, Eddy Mitchell e Sandrine Bonnaire.

## Trama
Famoso fotografo e corrispondente di guerra, il settantenne Jacques Kaminsky sente il bisogno di prendersi una pausa, isolandosi in montagna in un lussuoso rifugio dove vuole ritirarsi nei suoi ultimi anni di vita. Per farlo, non esita a lasciare la moglie, l'ultima delle sue numerose donne, che è restia a lasciare Parigi e le sue abitudini cittadine. Jacques, del resto, non ha problemi a trovarsi una nuova compagna in Nathalie, l'agente immobiliare che gli ha venduto la casa, una vedova madre di due gemelli quindicenni che ha perso qualche tempo prima il marito in montagna. A fargli visita, l'amico fraterno ed eterno sodale Frédéric Selman, suo medico personale, che rimane suo ospite insieme alla moglie e alla figlia adolescente.
Jacques, però, soffre perché nessuna delle sue quattro figlie - nate ognuna da una madre diversa - sembra avere l'intenzione di andarlo a trovare. Il rapporto con il padre è logorato da vecchie incomprensioni e animosità, dalle accuse di essere sempre stato un padre assente, troppo preso dal proprio lavoro che lo ha portato in giro per il mondo, facendogli trascurare figlie e affetti familiari. Frédéric, vedendo che la depressione si sta impadronendo dell'amico, telefona a una delle ragazze, convincendola a venire e ad avvisare le sorelle che il loro padre non ha ancora molto da vivere. Così, mentre Jacques insieme a Nathalie intrattiene a pranzo i suoi ospiti, ad una ad una arrivano le quattro ragazze: Hiver (Inverno), di diciotto anni; Automne (Autunno), di venticinque anni; Été (Estate), di trentadue anni e Printemps (Primavera), di quarant'anni. È la prima volta che Jacques vede riunite tutte le figlie che, anche se si conoscono e si frequentano, hanno sempre vissuto separate, ognuna insieme alla propria madre.
Le ore passano tra chiacchiere, ricordi, nuove amicizie per la numerosa brigata di cui fanno parte anche gli accompagnatori delle ragazze e i due contadini tutto fare dello chalet. Inveterato fumatore, Jacques, andato a fare una passeggiata serale per fumarsi in pace un cigarillo, si lascia attrarre dalla dépendance dove si trovano le figlie ma, sentendole scambiarsi confidenze, rimane nell'ombra ad ascoltare. L'oggetto della loro conversazione è lui e la sua malattia che non gli lascia speranze. Ritornato a casa, Jacques chiede una spiegazione a Frédéric, che gli racconta di avere usato quel trucco per riuscire a radunare lì le sue figlie per farlo felice. Jacques si incupisce, perché sa già che la reazione delle ragazze nel sapere la verità non sarà delle più morbide. Ma è anche attraversato dal dubbio che Frédéric gli nasconda il suo vero stato di salute, pur se l'amico lo rassicura che la sua salute, per uno della sua età, a parte le sigarette, non potrebbe essere migliore.
Anche Nathalie viene a sapere della cosa: terrorizzata, dopo aver perso il marito, adesso è sconvolta all'idea che potrebbe perdere anche Jacques e lui fatica non poco a tranquillizzarla, raccontandole dello stratagemma di Frédéric. Lui, oltretutto, le confessa di avere scoperto da poco di avere una quinta figlia, la più grande, nata dalla relazione che aveva avuto appena ventenne con la sua interprete durante un soggiorno a Cuba, una figlia di cui aveva sempre ignorato l'esistenza e che adesso, tramite skype, lo ha contattato dopo la morte della madre che, prima di morire, le aveva rivelato il nome di suo padre.
Il giorno seguente, a colazione, Frédéric, incaricato da Jacques, rivela quella nuova paternità alle quattro figlie, scatenando una sfuriata di Hiver che accusa il padre di essere senza cuore e di avere abbandonato sua madre in un modo ignobile. Le quattro sorelle poi si recano insieme alla piccola cascata della tenuta, lasciando lo chalet. Jacques decide di raggiungerle e Rufus, il guardiano, gli fornisce una corda che potrà servirgli magari per arrampicarsi. Hiver, sul sentiero che riconduce verso casa, di ritorno dalla cascata, si imbatte in un corpo che pende da un albero: è Jacques, che ha usato la corda per impiccarsi.
Trascorso un anno, in paese il parroco organizza una mostra fotografica che aveva progettato con Jacques prima della sua morte: si tratta di una serie di ritratti di mucche, scatti ripresi nei pascoli di montagna. All'inaugurazione, insieme a Nathalie, sono presenti Printemps, Été, Automne, Hiver e, in arrivo da Cuba, anche Francia, la figlia primogenita di Jacques. C'è anche Frédéric: presa da parte Nathalie, le rivela che Jacques non può essersi ucciso per la depressione, ma per scelta, perché aveva capito che, effettivamente, gli restavano solo pochi mesi di vita.

## Produzione
Le riprese iniziarono nel dicembre 2012 a Parigi, ma il film è stato girato quasi interamente all'Aigle, la casa di montagna di Claude Lelouch a Praz-sur-Arly, nei pressi di Megève: le scene invernali, quando Kaminsky visita per la prima volta la casa, nel gennaio 2013; tutto il resto del film in luglio, finendo le riprese il 31 di quel mese. La scena al cimitero è stata girata nel villaggio di Combloux mentre alcune altre riprese furono fatte all'Hôtel-Dieu di Beaune.
Un "errore" che potrebbe essere voluto, o forse una "svista": l'aquila che viene presentata come "salvata" dalla figlia dei custodi della casa non può essere della zona, in quanto quella specie è caratteristica delle Americhe.

## Distribuzione
Il film fu presentato con una serata di gala alla quale partecipò gran parte del cast il 31 marzo 2014 all'UGC Normandie di Parigi.

## Galleria d'immagini

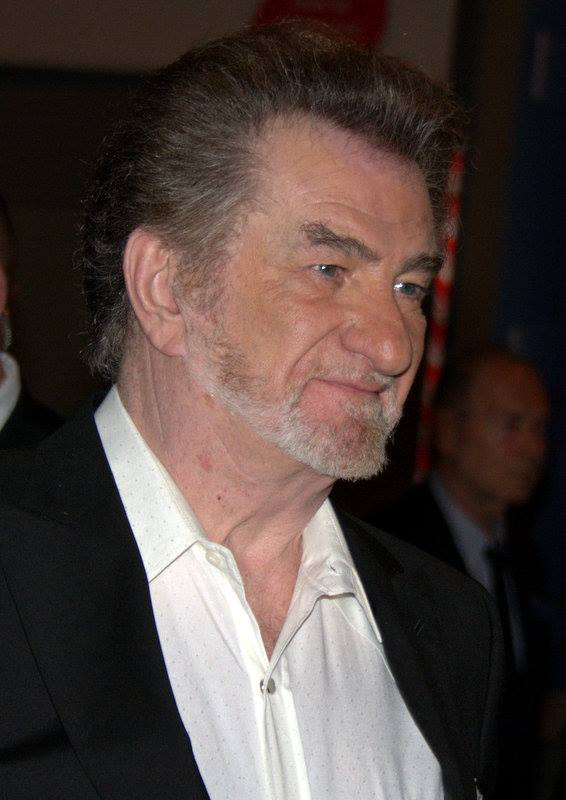
Eddy Mitchell
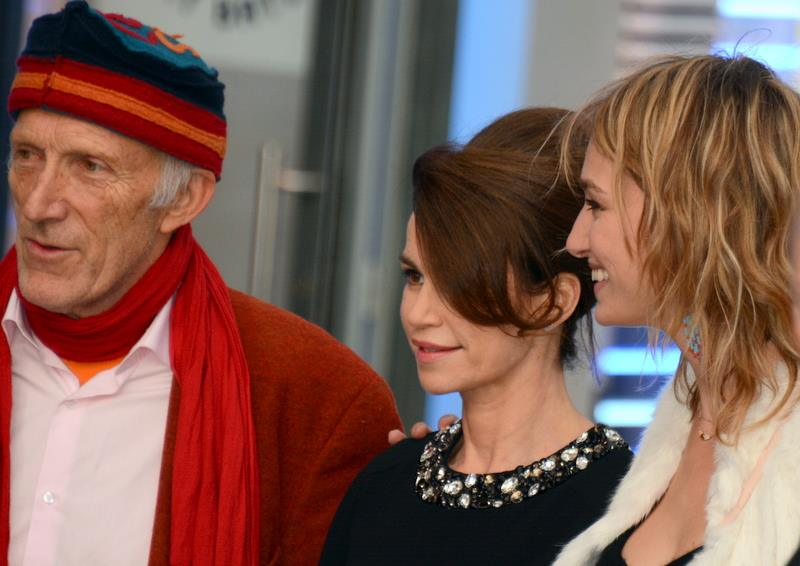
Rufus, Valérie Kaprisky e Pauline Lefèvre
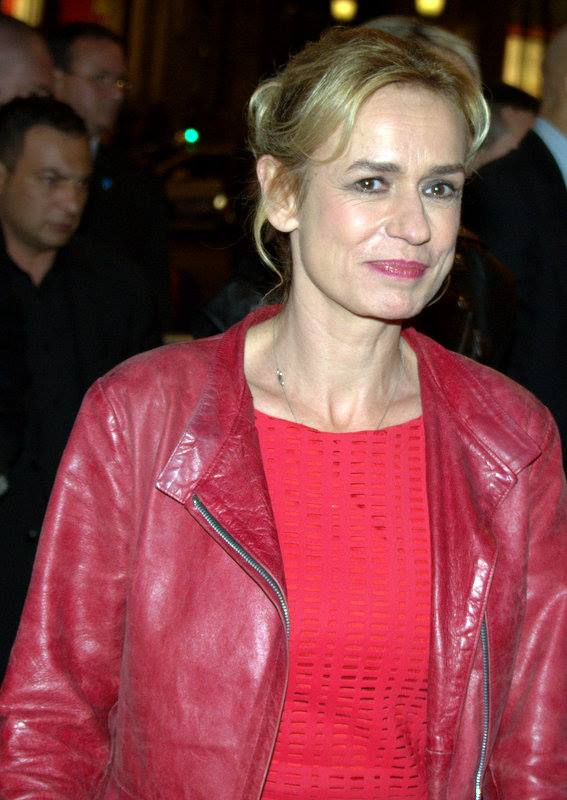
Sandrine Bonnaire
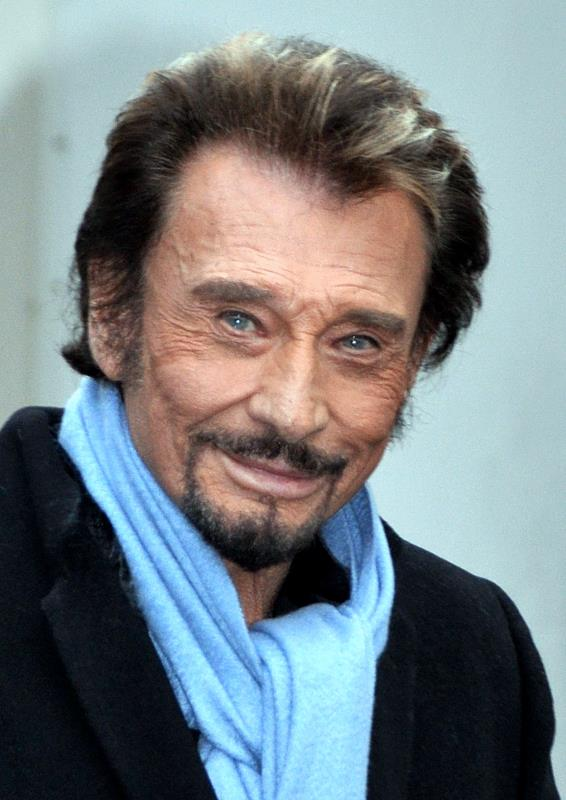
Johnny Hallyday